# شيلا شاندرا
شيلا شاندرا (بالإنجليزية: Sheila Chandra)‏ هي كاتِبة ومغنية وممثلة بريطانية، ولدت في 14 مارس 1965 في لندن في المملكة المتحدة.

## أعمال

### مسلسلات
- غرينج هيل

## وصلات خارجية
- الموقع الرسمي
- شيلا شاندرا على موقع IMDb (الإنجليزية)
- شيلا شاندرا على موقع ميوزك برينز (الإنجليزية)
- شيلا شاندرا على موقع أول ميوزيك (الإنجليزية)
- شيلا شاندرا على موقع ديسكوغز (الإنجليزية)